# 湯之谷温泉 (愛媛県)
湯之谷温泉（ゆのたにおんせん）は、愛媛県西条市洲之内（旧国伊予国）にある温泉である。

## 概要
愛媛県西条市の国道11号線から200メートルに位置する。山裾の閑静な場所にある温泉旅館で、カフェと食事処を併設しており、温泉のみの利用や食事のみの利用もできる。四国霊場八十八箇所の遍路道（讃岐街道）が敷地内に通り、約300メートル範囲内に第64番札所・前神寺があることから、昔からお遍路さんの利用が多い。
2015年（平成27年）3月11日、愛媛県地域産業資源に登録された（分類：観光資源）。

## 歴史
開湯伝説によれば、斉明天皇が661年に百済へ向かった際に入湯したとされ、約1400年の歴史を持つとされる。史料に「湯之谷温泉」の名が最初に登場するのは江戸時代で、西条藩が天保13年（1842年）に編集した『西条誌』である。これによると、安永年間（1772年～1781年）に西条藩奉行・竹内立左衛門が『湯之谷と称する処に自噴する泉水を霊泉水として加温し、湯治に利用した』とあり、また文化年間（1804年～1818年）に『西泉村の医師・徳永禎助が屋舎を建て、病客を引き治療に用いた』と記載されている。江戸時代以来、西条藩御用達の湯治場として利用されてきた、歴史ある霊泉である。

## 温泉街
- 愛媛県西条市洲之内1193。一軒宿の「湯之谷温泉」が存在する。

## 施設
- 温泉:大浴場（男女各1）。
  - 営業時間:8時30分～22時。定休日無し（※温泉設備メンテナンスのため年数回休業）。

- 宿泊:定員40名。
  - 和室・洋室（露天風呂付）・ゲストルーム（相部屋を前提とした部屋）。
  - 営業時間:15時～22時。定休日無し。

- 食事処:座席数８席（宿泊限定）

- 駐車場:50台（無料駐車場）

## 沿革
- 1912年（大正元年）
  - 創業。公衆浴場を開く。
- 1914年（大正3年）
  - 内務省大阪衛生試験所で食塩含有炭酸泉であると、泉質の卓効を認定。
- 1925年（大正14年）
  - 現在のような形態になり湯治客で賑わう。
- 1960年（昭和35年）
  - 9月12日：設立。
- 1964年（昭和39年）
  - 1月18日：愛媛県から温泉法第2条の規定により温泉として認定（愛媛県指令薬第1号）[4]。同年、愛媛県より温泉法第1条第項の規定により正式に温泉経営の許可を得、温泉旅館としてリニューアル。
- 2012年（平成24年）
  - 3月9日：湯治客の遍路宿から新しく観光客も視野に入れ、露付客室・足湯・カフェを新設してリニューアルオープン。
- 2015年（平成27年）
  - 3月11日：愛媛県地域産業資源の促進に関する地域産業資源に追加登録（分類：観光資源）[5]。

## 泉質
- ナトリウム・塩化物・炭酸水素塩冷鉱泉（低張性弱アルカリ性冷鉱泉）
- 毎分36リットルの湧出量である。湧出温度18℃の冷鉱泉である。
- 療養泉としての、成分総計を満たしている。

## 伝説・伝承
- 『伊予国風土記』によると、太古の昔、大国主命[6]が少彦名命[7]の命を蘇生させようと別府からこの地（道後温泉との説もある）へ地下から温泉を引いたとされている。

- 斉明天皇が訪れた際、湯を石で囲い入湯したという伝説が残っている。また、橘新宮神社[8]の資料には『日本紀斉明天皇7年、鎮西征伐の勅を下し給ひ大伯海時を船将として、太田姫と共に御船にあらせしが、月満時至るとも安産の様なく、此の石湯行宮に詣で、安産の祈り有りけるに、一人の霜姫を生み給ふ、号して大伯皇女と云ふ』との古記も残っている。このことにより、後に祠を建て石湯八幡宮と名付け、病傷の治癒に用いられ霊泉として崇め奉られ現在に至っている。

## アクセス
- 鉄道：予讃線伊予西条駅よりせとうちバスで湯之谷停下車徒歩約3分。
- 鉄道：予讃線石鎚山駅より徒歩約10分。
- バス：せとうちバスで湯之谷停より下車徒歩約3分。
- タクシー：予讃線伊予西条駅よりタクシーで約7分。

## その他
同名の温泉が、鹿児島県霧島市（湯之谷温泉 (鹿児島県)）にもある。また新潟県魚沼市には湯之谷温泉郷がある。